# ارنو ميرلين
ارنو ميرلين (بالفرنسية: Arnaud Merlin)‏ هو مقدم برامج إذاعية فرنسي، ولد في 1963 في تور في فرنسا.